# Borovice Montezumova
Borovice Montezumova (Pinus montezumae) je velká borovice, která roste v mexické a guatemalské přírodě. Je pojmenovaná po nejvyšším aztéckém náčelníkovi a veleknězi Montezumovi II.

## Synonyma
- Pinus filifolia
- Pinus occidentalis
- Pinus russelliana
- Pinus montezumae varieta lindleyi
- Pinus pseudostrobus
- Pinus montezumae forma macrocarpa
- Pinus montezumae varieta mezambrana.

## Původ jména
Strom je pojmenován po Montezumovi II. (1480-1520), posledním panovníku říše Aztéků v Mexiku.

## Popis
Stálezelený, jehličnatý, rychle rostoucí strom, dorůstající do výšky 20–40 m a šířky 7 m. Jednoduchý kmen dosahuje průměru až 1 m. Velké, především horizontálně rostoucí, větve tvoří hustou, v mládí pyramidální a později zaoblenou korunu. Borka je v mládí stromu červenohnědá, drsná a šupinovitá, u dospělých jedinců tmavošedohnědá, tlustá a rozdělená hlubokými svislými a vodorovnými prasklinami do drsných, šupinovitých plátů. Letorosty jsou silné, tuhé, šupinovité a drsné, červenohnědé. V dospělosti modrošedozelené, v mládí světle svítivě zelené jehlice se nejčastěji vyskytují ve svazečcích (Fasciculus) po 5 , občasně též po 4 a 6 ; jsou proměnlivě silné a vzpřímené či štíhlé a pokleslé; 15–45 cm dlouhé, 1-1,5 mm široké, na okrajích jemně vroubkované, ze spodní i horní strany s průduchy; se 2-6  pryskyřičnými kanálky, obvykle 4 či 5  středovými; s endodermem se zesílenými vnějšími stěnami a dvěma sousedícími a rozlišenými cévními svazky. Neopadávající, nápadné, 15 mm dlouhé, svazečkové pochvy, jsou hnědé barvy.
Samčí šištice jsou vejčitě kuželovité, s tlustými šupinami, zakončenými vzpřímeným malým trnem; vyskytují se po 2-3  na šupinovitých stopkách. Samičí šištice – šišky jsou proměnlivě dlouze vejčité až vejčité či konoidní, lehce zakřivené, 12–30 cm dlouhé a 7–10 cm široké (v rozevřeném stavu), o hmotnosti kolem 130 g; obsahují v průměru 144 semen; šišky nejprve zelené, dozráváním světle hnědé, dozrávají 2 roky, často lesklé, rostou po 2-3  na 10 mm stopkách, které zůstávají s několika bazálními šupinami šišek po opadu šišek na větvi; otevírají se v době zralosti v zimních měsících; šišky jsou opadavé či téměř opadavé; šupiny tuhé a silné, s malým, většinou opadavým, trnem a příčným hřbetem. Strom je větrosnubný. Semena jsou trojhranná, tmavohnědá, 6–7 mm dlouhá a 3–4 mm široká, s členitým, 20 mm dlouhým a 7 mm širokým, křídlem; klíčí v průměru 20 dní a jejich klíčivost se pohybuje kolem 65 %. Děložních lístků je 6-8 . Strom kvete březen-duben. Kvalitní šišky tvoří každý 5. až 6. rok. Po sesbírání šišek je třeba je několik dní sušit na slunci, semena pak lze snadno ručně vyjmout. Semena vyžadují krátkou stratifikaci po dobu přibližně 6 týdnů při 4 °C, před výsevem je vhodné je namočit na 24 hodin do vody. Výsev do hloubky 0,5–2 cm. Vzrostlé semenáče, přibližně 30–90 cm vysoké, je dobré co nejdříve zasadit do konečné pozice a první dvě zimy lehce chránit před zimou.

## Příbuznost
Pinus montezumae se vyskytuje ve dvou varietách:
- Pinus montezumae varieta montezumae,
- Pinus montezumae varieta gordoniana (synonymum: Pinus gordoniana).

Borovice Pinus montezumae je blízce příbuzná borovici Pinus hartwegii, se kterou s oblibou roste a též se s ní často kříží.

## Výskyt
Domovinou stromu je: Guatemala; Mexiko (státy Chiapas, Guerrero, Hidalgo, Jalisco, México, Michoacán, Morelos, Nayarit, Nuevo León, Oaxaca, Puebla, Querétaro, Tamaulipas, Tlaxcala, Veracruz, Zacatecas a federální distrikt Ciudad de México).

## Ekologie
Horský až vysokohorský strom, roste v rozmanitých klimatických podmínkách, od mírně teplých až po mírně chladné, v nadmořských výškách 1200–3500 m, nejlépe roste a je nejhojnější v nadmořských výškách 2400–2800 m na vysokých stolových horách a v údolích s ročním srážkovým úhrnem více než 800 mm, v půdách písčitých, štěrkových či jílovitých, vulkanického původu, s kyselou až neutrální hodnotou pH (pH 4,2-6,3 ), které dobře odvádějí vodu, chudých či bohatých na humus; většina srážek v podobě deště zde spadne v období červen-září, v zimě ve vyšších nadmořských výškách mrzne a srážky jsou ve formě sněhu a deště se sněhem. Strom roste i v oblastech suchých a aridních, nicméně v těchto podmínkách roste pomalu, je malý a větevnatý. V dospělosti mrazuvzdorný do –1 °C (maximálně do –6 °C), v mládí není plně mrazuvzdorný; má rád plné slunce, nesnáší stín, dospělé stromy jsou velmi odolné suchu. Strom roste s oblibou jak v monokulturních porostech, tak i dohromady s mnoha druhy stromů, hlavně s duby a s jinými druhy borovic, například s Pinus hartwegii, Pinus leiophylla, Pinus pseudostrobus, ale též s jedlemi Abies religiosa, Abies guatemalensis a s cypřišem mexickým Cupressus lusitanica. Jehlice tohoto stromu obsahují terpen, který se za deště uvolňuje a tlumí klíčivost vlastních semen i semen některých konkurenčních rostlin (mimo jiných pšenice), čímž strom reguluje množství rostlin rostoucích pod ním.

## Nepřátelé a nemoci
Pinus montezumae je hlavním hostitelem parazitických rostlin z čeledi santálovitých Arceuthobium aureum poddruh aureum (v Guatemale), Arceuthobium aureum poddruh petersonii (v Oaxace and Chiapasu), Arceuthobium durangense (v Jaliscu), Arceuthobium globosum poddruh grandicaule a Arceuthobium vaginatum poddruh vaginatum. Strom je též náchylný k napadení houbou václavkou (Armillaria).

## Využití člověkem
Těžké a odolné dřevo s vysokým obsahem pryskyřice je využíváno ve stavebnictví a na výrobu nábytku, překližky, papíru; pro vysokou hořlavost obsažené pryskyřice též pro rozdělávání ohňů a jako palivo. Z jehlic se vyrábí hnědé či zelené barvivo. Ze shromážděné pryskyřice se destiluje terpentýn. Vedlejším produktem výroby terpentýnu je kalafuna. Pryskyřice stromu se též používá ke konzervaci (ochraně) dřeva a k různým nepromokavým úpravám. Též pěstována ve velkých zahradách a parcích jako okrasná dřevina. Pinus montezumae je jeden z nejpoužívanějších druhů borovic, používaných v Mexiku k znovuzalesňování, pro její relativní odolnost proti slabším mrazům a rychlý růst.

## Ohrožení
Strom není ohrožen (obě variety). Jeho populace je stabilní. Místně může dojít k ohrožení při přílišném kácení pro dřevo. V jižních oblastech výskytu této borovice bývají na venkovech větve stromu neustále používány jako palivo, což je pro borovice škodlivé a vede to často k jejich úmrtí, protože borovice málokdy regenerují a není možné je donekonečna prořezávat a zkracovat. Navíc dřevozpracující průmysl kácí a využívá především zdravé stromy s přímým kmenem a bez suků (=kvalitní dřevo), čímž ovšem dochází ke genetickému zbídačení populace borovic (platí i pro jiné druhy borovic v Mexiku), neboť zůstávají jen stromy pokroucené a nemocné, méně schopné regenerace a rozmnožování, přenášející nevýhodné geny na své potomstvo, které pak (geneticky) degraduje. Též kácení pro zisk zemědělské půdy ohrožuje populace borovic. Strom se vyskytuje a je chráněn v mnoha chráněných oblastech.

## Galerie

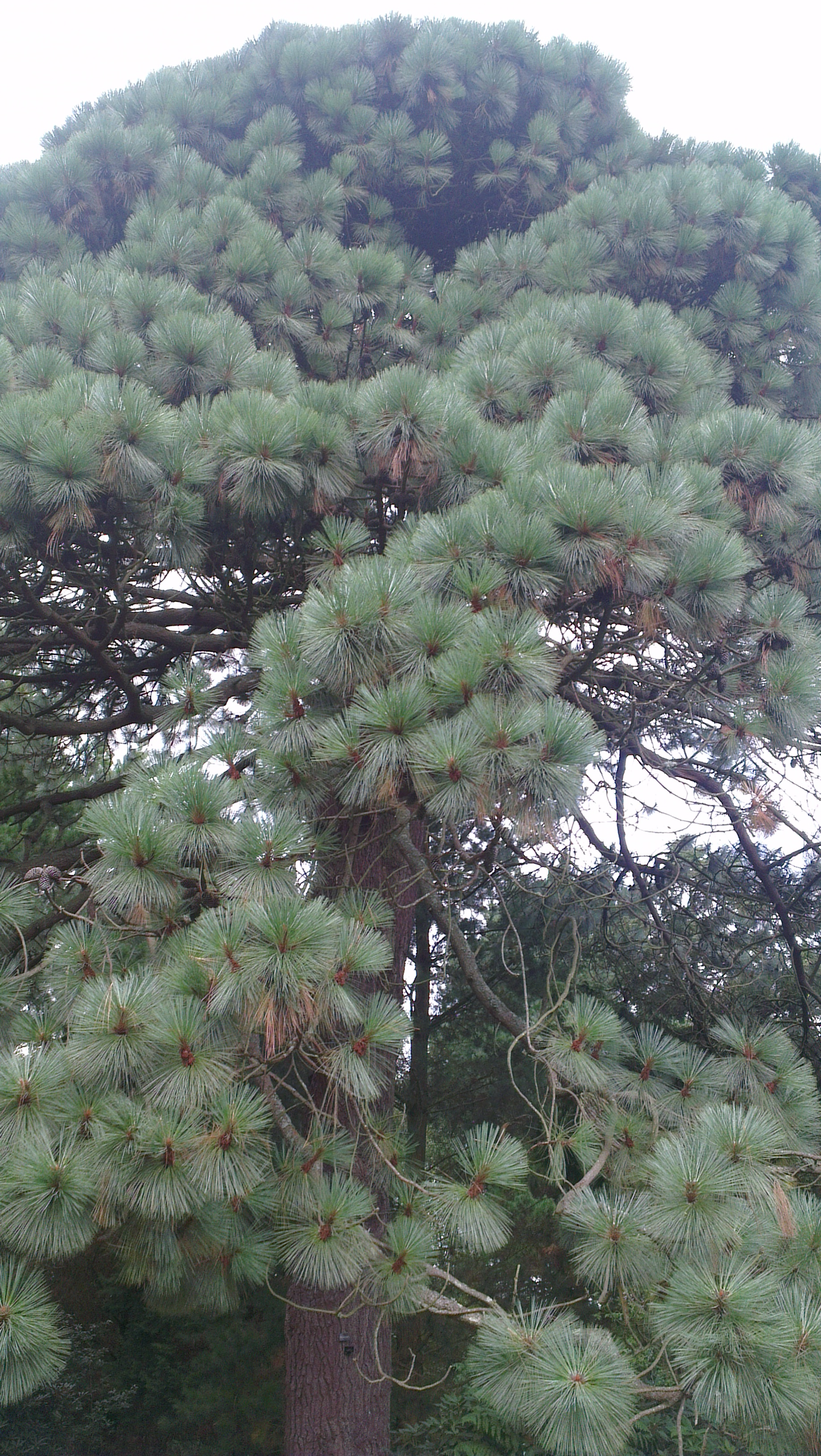
Pinus montezumae- bližší pohled, v parku Sheffield Park Garden, v Haywards Heath, ve východním Sussexu, Anglie.
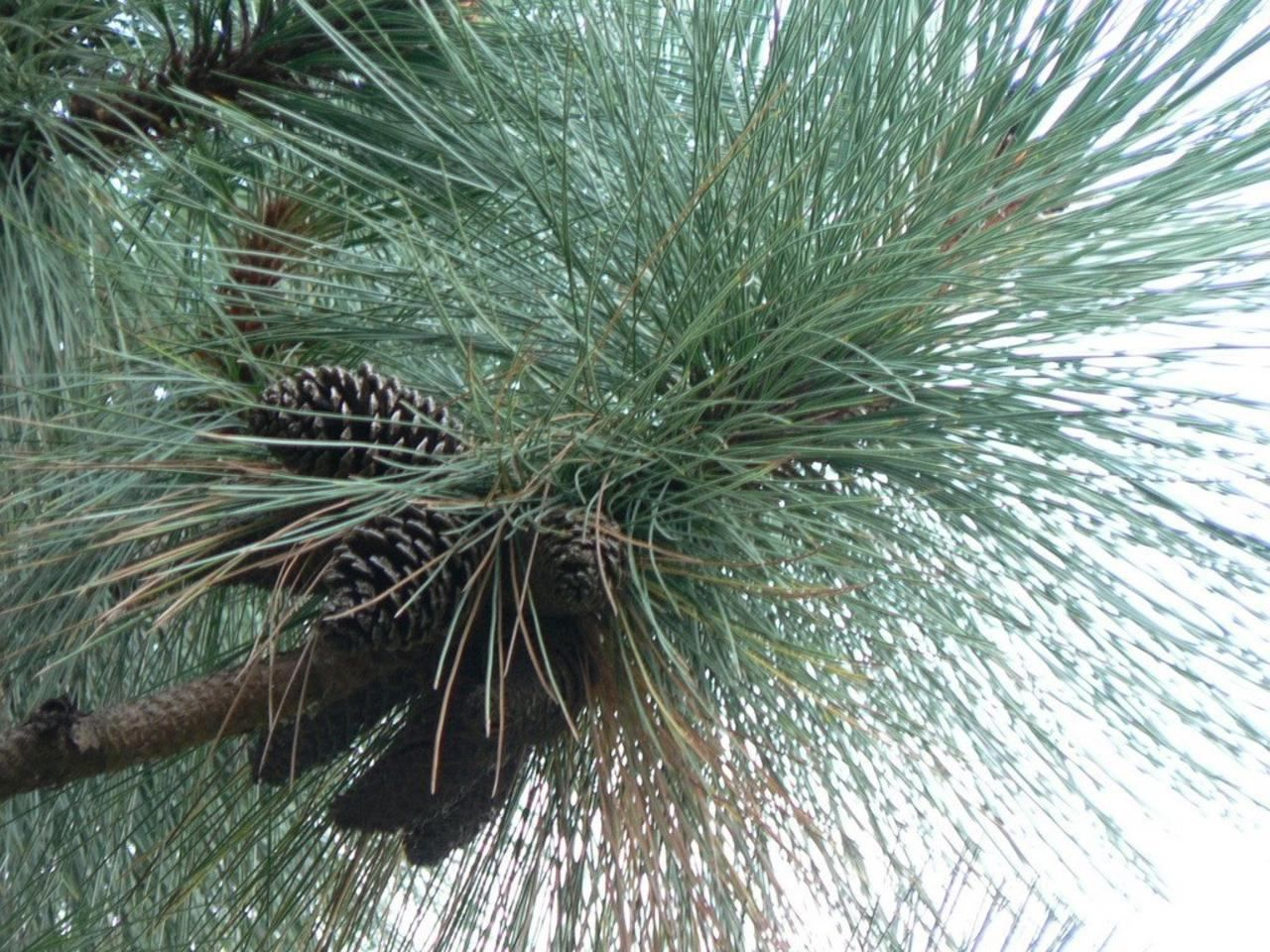
Pinus montezumae-šišky na větvi. Strom pěstovaný v Ayrshire, Skotsko. Vyfotil Magnus Rosendahl.
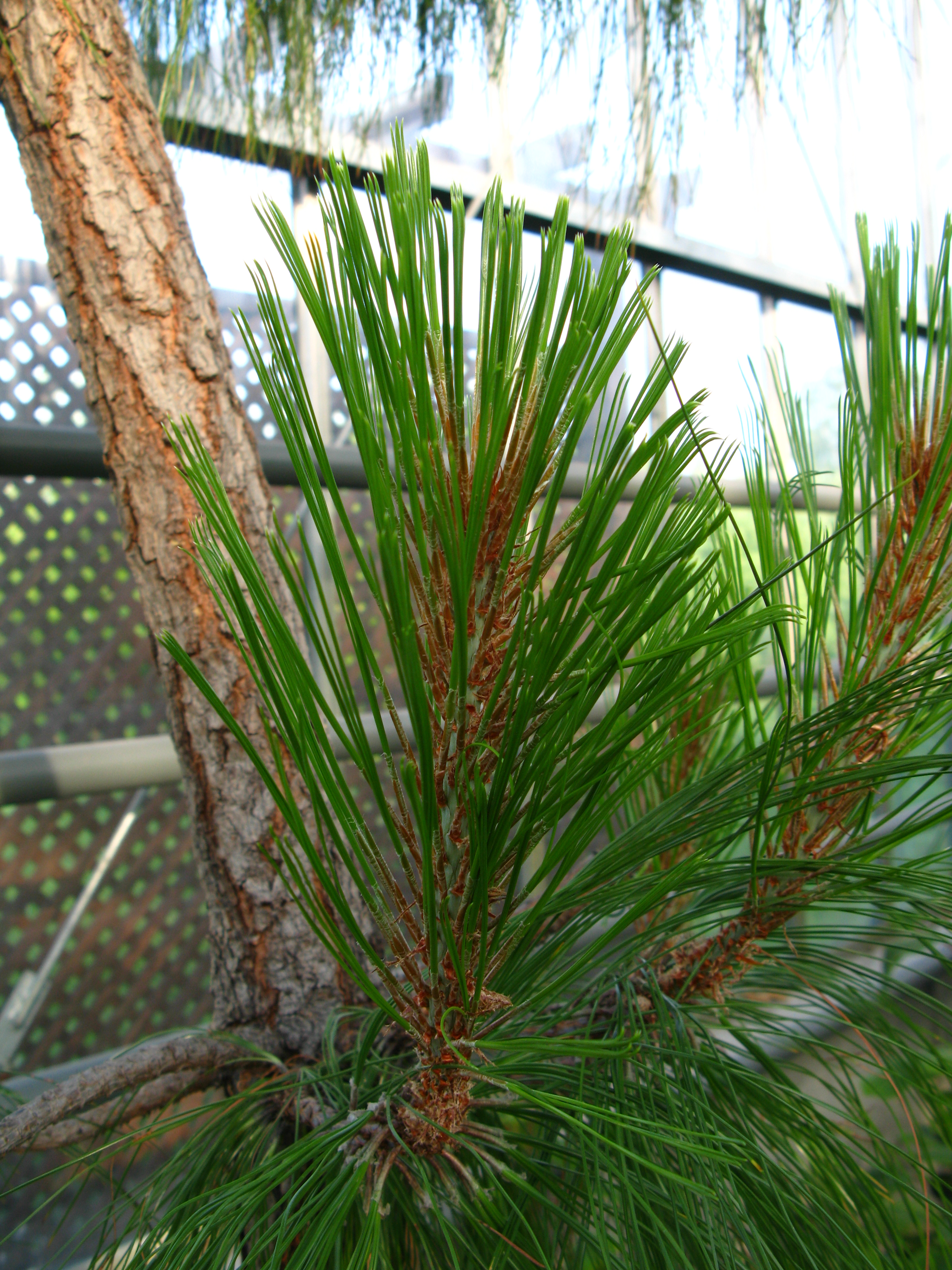
Pinus montezumae-výhony v botanické zahradě PAN ve Varšavě.
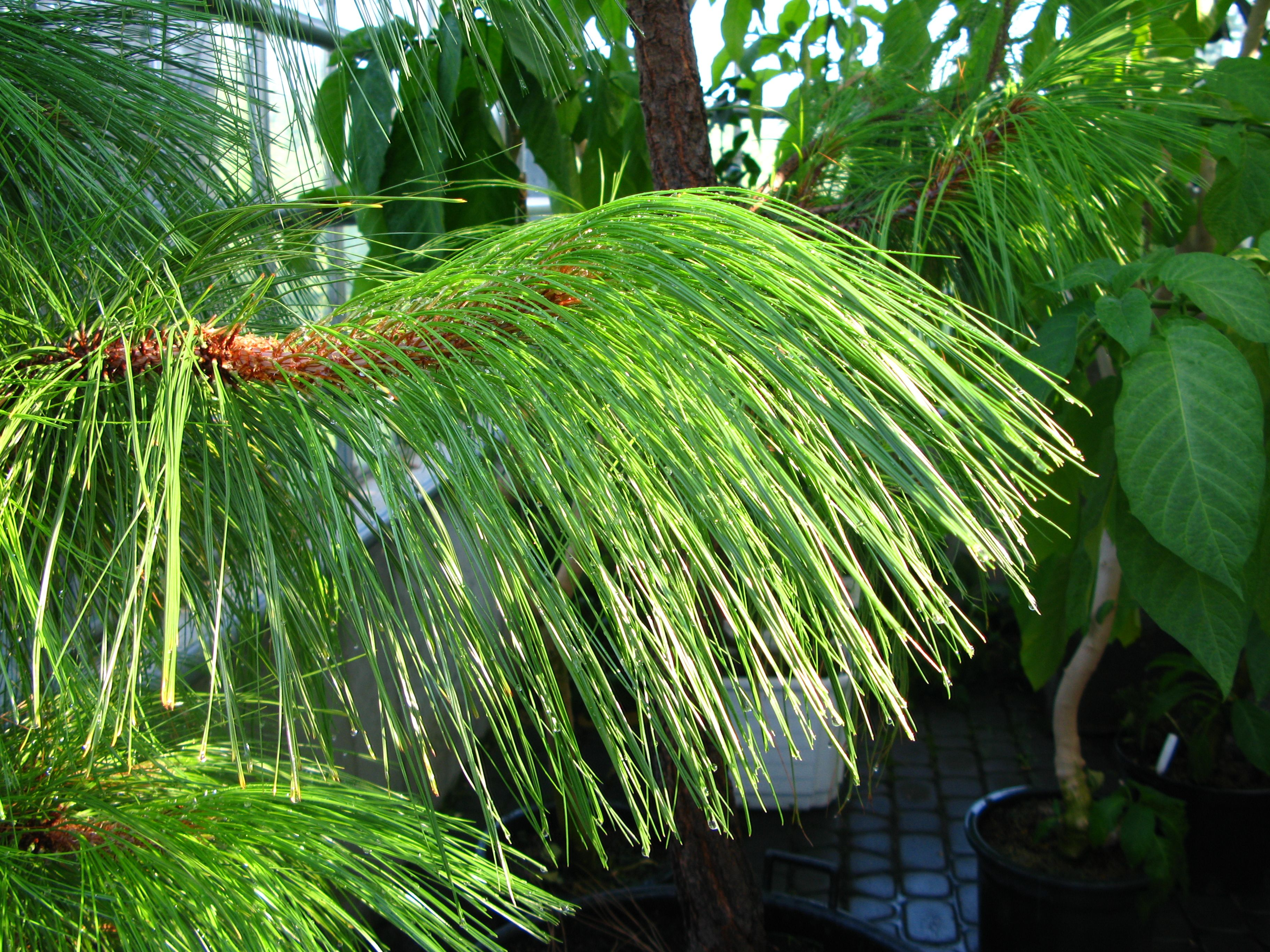
Pinus montezumae výhony 2 v botanické zahradě PAN ve Varšavě.
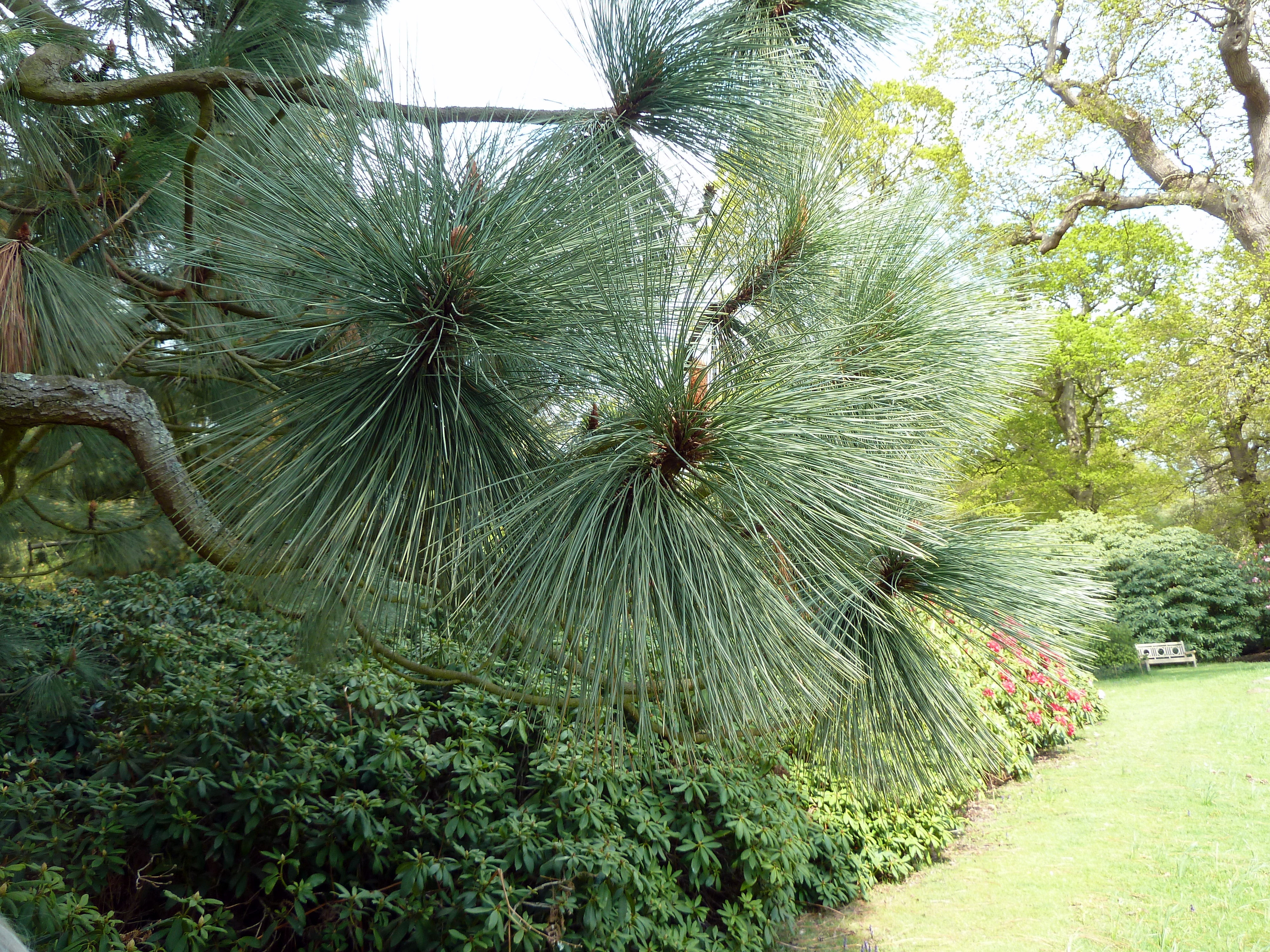
Pinus montezumae v botanické zahradě Sheffield Botanical Gardens v Sheffieldu, jižní Yorkshire, Velká Británie.
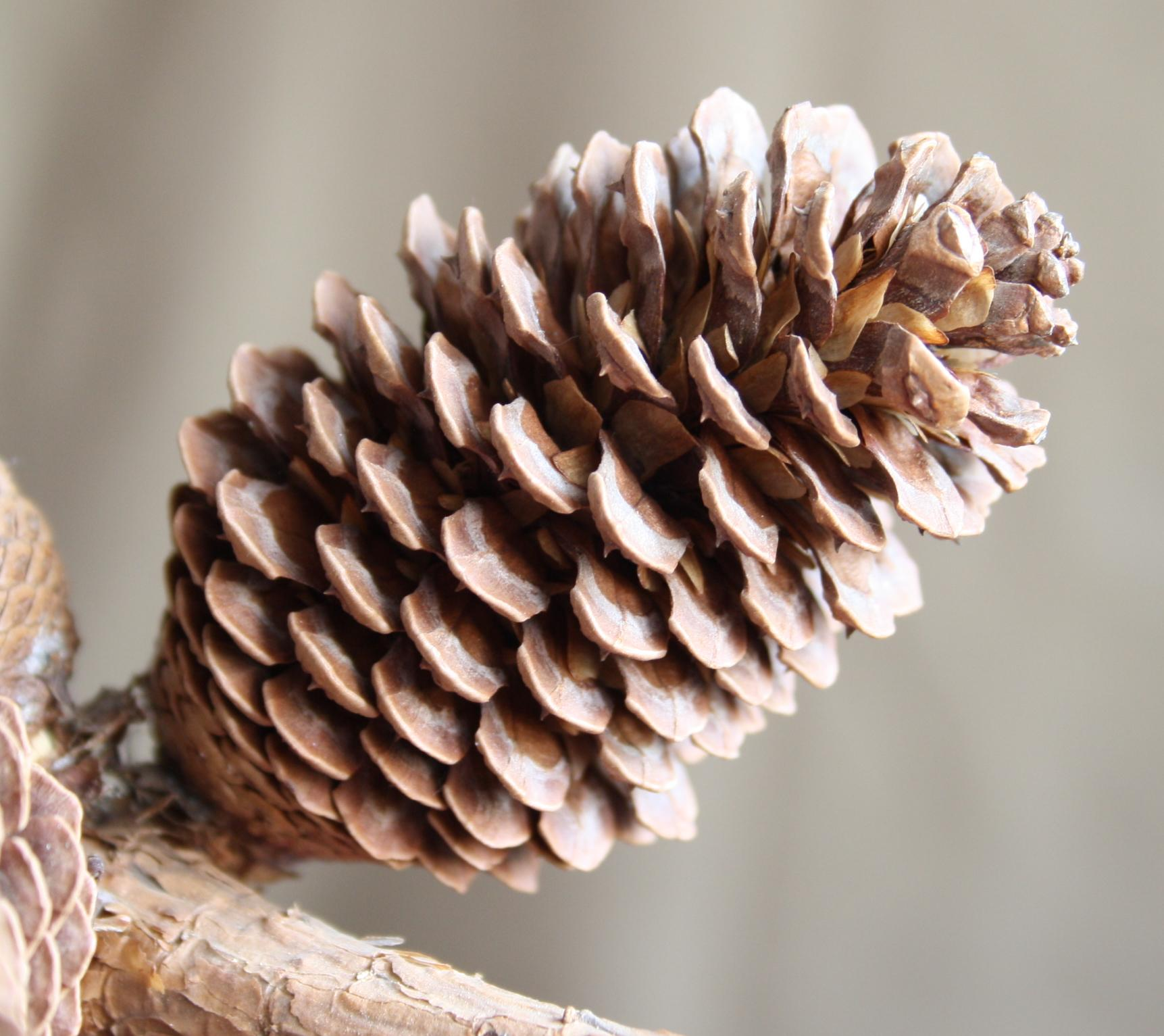
Pinus montezumae samičí šištice (šiška) zboku.
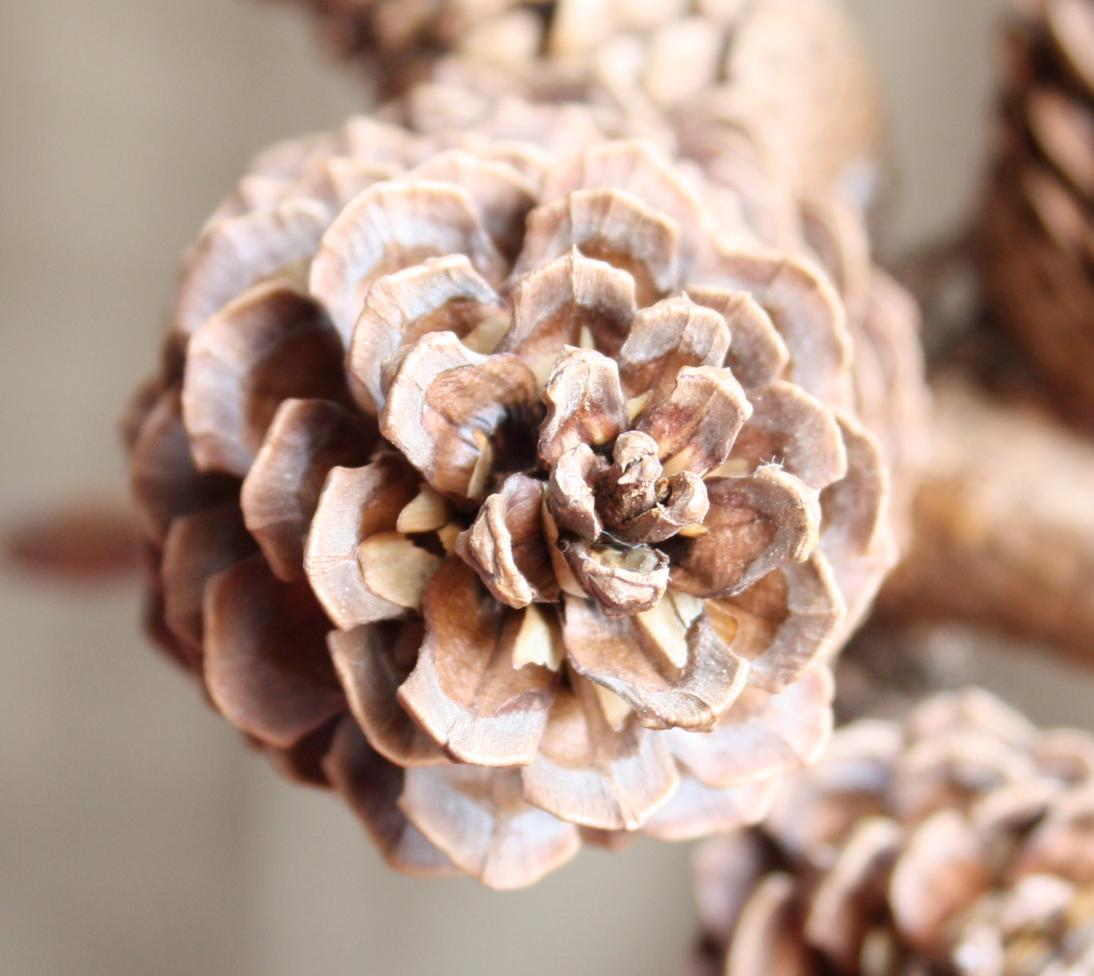
Pinus montezumae samičí šištice (šiška) seshora.
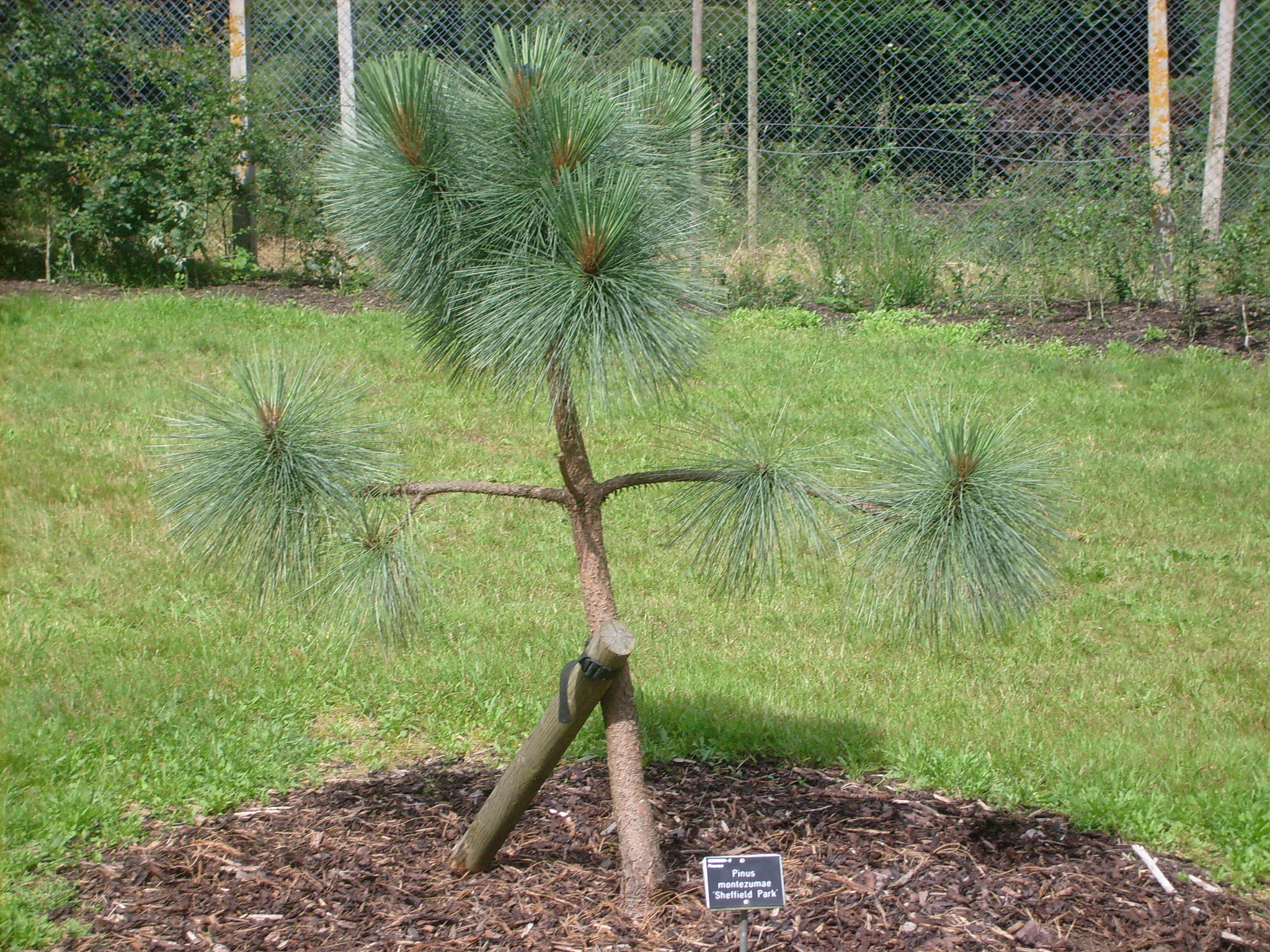
Pinus montezumae v pinetu (arboretum, specializované na borovice) Royal Horticultural Society Garden Wisley, Wisley Lane, Wisley, v hrabství Surrey ve Velké Británii.